# Château de Lémo
Le château de Lémo est un château situé à Augan, dans le Morbihan, en région Bretagne (France

## Localisation
Le château se situe à environ un kilomètre à l'ouest du bourg d'Augan au fond d'une impasse. Il surplombe un étang, traversé par la rivière Oyon.

## Histoire et occupation
Lémo était une très ancienne seigneurie occupée dès la période mérovingienne. Le cartulaire de Redon établit qu'au IXe siècle la terre de « Rangleumin » (la « ran » de Lémo) était possédée par un riche personnage nommé Riwalt d'Algam ou Riwallon qui en fit don aux moines de Saint-Sauveur vers l'an 833. Ce machtiern de la paroisse primitive d'Augan, né vers 780 sous le règne de l'empereur Charlemagne, était une figure parmi les vassaux du roi Nominoë. 
Selon le Maquis de Bellevüe, érudit et historien local, les seigneurs de Lémo exerçaient au Moyen Âge d'un droit de haute, de moyenne et de basse justice. La juridiction de Lémo s'assortissait d'un carcan et de fourches patibulaires (gibet à trois piliers). La seigneurie possédait en outre une chapelle, un moulin, des métairies, une fuye, une futaie, un auditoire, un banc clos et des enfeus prohibitifs en l'église paroissiale d'Augan. 
Le château a d'abord été attaché à la très ancienne famille dite du Lémo, avant de passer aux mains des Chausson du Lémo vers 1440, puis à la Maison de Lezenet à partir de 1588, avant les Kermeno. René de Kermeno, marquis du Garo-Kermeno vendit Lémo en 1667 aux le Doüarain qui le léguèrent à leur tour, par mariage, aux Mouësan de la Villirouët, puis aux Libault de la Chevasnerie au début du XXe siècle. Les armoiries des familles Moüesan de la Villirouët et Le Doüarain de Lémo figurent sur le fronton central du monument.
Le château de Lémo, dans son apparence actuelle, date du XVIIIe siècle. Il s'agit du réemploi d'un bâtiment du XVIe siècle dont il subsiste encore les baies de l'aile et la tourelle sud-ouest. Le logis existant est doublé de manière symétrique à partir de 1848. En 1871, une importante campagne de restauration est entreprise par la famille Moüesan de la Villirouët.
Partagé en deux zones d'habitation, le château est aujourd'hui la propriété des familles de La Guérrande et de Saint-Jean descendantes des précédentes.

## Description et environnement
Le corps de logis initial, figurant sur le cadastre napoléonien, est construit selon un plan en équerre, articulé sur une tourelle dans l'angle. L'agrandissement de 1848 lui a conféré son esthétique actuelle en forme de « U ».
L'élévation est en moellons de schiste avec encadrement de baies, chaînages et plinthe en pierre de taille de granite.
Les dépendances du château, basse-cour de la Guenic (ou G'niche) et ferme de la Petite-Roche, sont nettement décentrées vers l'ouest pour la première et l'est pour la seconde.
Le château est le point central d'un vaste domaine agricole et d'un parc forestier. Un chêne majestueux offrant au regard une ramure exceptionnelle, mainte fois décrite en a longtemps constitué l'ornement principal. Le parc dissimule un dolmen dont Joseph Le Doüarain, un ancien propriétaire du château, avait fait la description dans un échange épistolaire avec le président de la société polymathique du Morbihan : « Dans le bois du Lémo, il se trouve des vestiges d'un cist-vean de 12 mètres de longueur, divisé également en deux chambres. Il existe encore douze pierres debout sur deux lignes et les deux des extrémités ; elles sont en quartz ou cailloux tirés de dessous les lieux. Il est situé du levant au couchant, incliné du nord-ouest au sud-est. »

### Le Chêne de Lémo

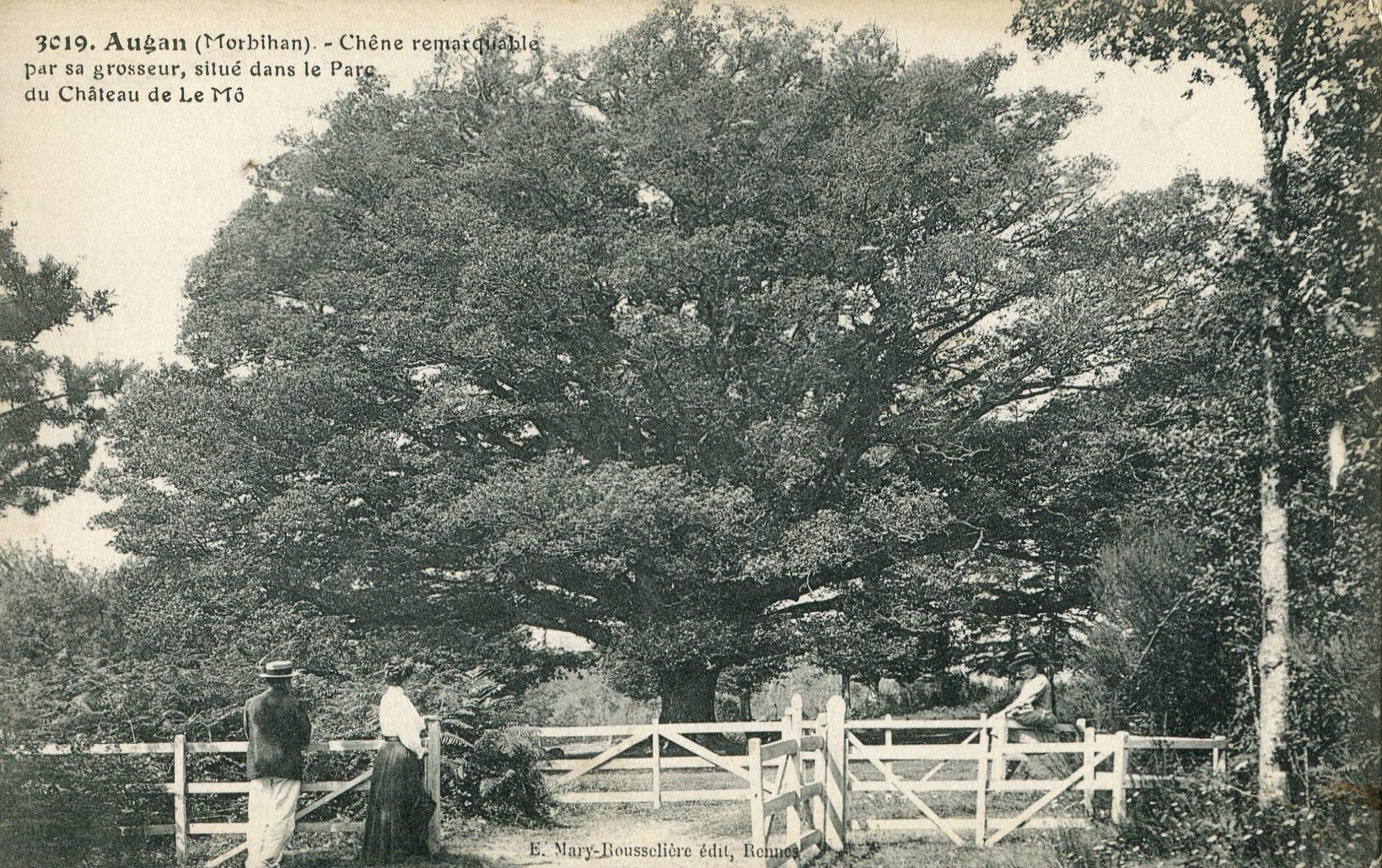
Le chêne de Lémo.

Situé dans le parc du château, à environ 400 mètres à l’Ouest, au-dessus de l’étang, le chêne de Lémo était un arbre aux dimensions exceptionnelles. L’historien de la Bretagne Arthur de La Borderie a été le premier à le décrire dans sa biographie de Jean Chrysostome Larcher.  
Ce chêne pédonculé était réputé avoir au moins 300 ans. Selon l’abbé Rouxel, vicaire d'Augan, son troc avait environ 8 mètres de circonférence, ses branches mesuraient 18 mètres de long, donnant à l’arbre une hauteur de 25 mètres à son sommet. L'ombre de l'arbre couvrait une surface de 10 ares.
Le Chêne du Lémo est tombé le dimanche 23 juin 1929, victime d’une maladie qui l’avait affaibli. Le marquis de Bellevüe, qui lui avait consacré un poème, est mort la même année.
Il en existe de nombreuses photographies.

## Personnalités associées au château
- Jacques Marie Joseph Le Doüarain de Lémo, maire d'Augan de 1818 à 1828, conseiller général du canton de Guer ;
- Charlemagne Mouësan de la Villirouët, intellectuel, haut-fonctionnaire sous la Restauration ;
- Paul Mouësan de la Villirouët, maire d'Augan de 1871 à 1900.

## Blasons des familles propriétaires

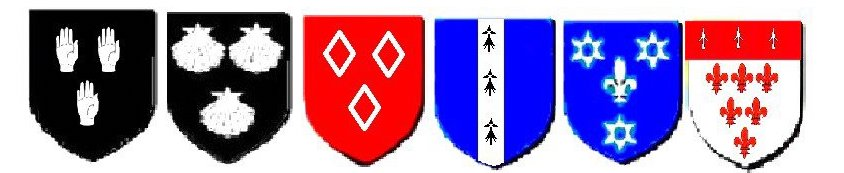
Armoiries de Lémo, des Lezenet, des Kermeno, des le Doüarain. des Mouësan de la Villirouët et des Libault de la Chevasnerie